# Graność

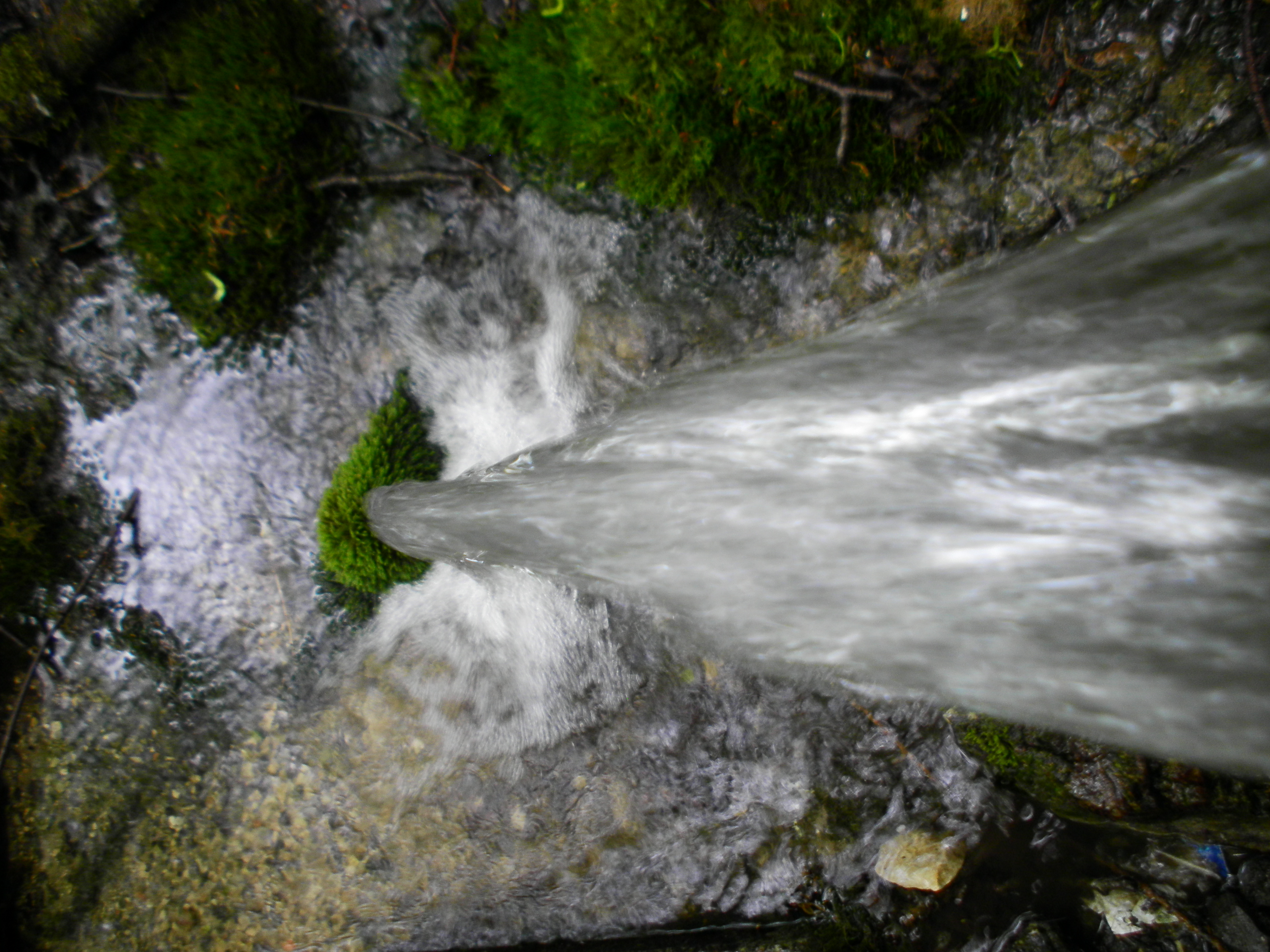
Źródło Graność w Rudawie

Graność – źródło w południowej części Rudawy w powiecie krakowskim. Znajduje się w Rowie Krzeszowickim pod górą Chełm na terenie Tenczyńskiego Parku Krajobrazowego (tuż przy jego północnej granicy).
Maksymalna wydajność źródła wynosi 650 m³ na dobę. W latach 90. XX w. wodę ze źródła podłączono do wodociągu wiejskiego (zaopatrującego wsie: Rudawa, Kochanów, Młynka, Niegoszowice i Pisary), połączonego ze studnią głębinową i zbiornikiem o pojemności 2 × 500 m³. Wypływający ze źródła potok (koło parkingu przy drodze krajowej 79) po ok. 150 m wpływa do rzeki Rudawy.